# Sia Koroma
Sia Nyama Koroma (sinh ngày 19 tháng 3 năm 1958 tại Yengema, huyện Kono) là một nhà sinh hóa học và y tá chuyên ngành tâm thần học người Sierra Leone. Bà giữ vai trò Đệ nhất Phu nhân của Sierra Leone từ ngày 17 tháng 9 năm 2007 đến ngày 4 tháng 4 năm 2018, trong thời kỳ chồng bà, ông Ernest Bai Koroma, giữ chức Tổng thống thứ tư của nước này.
Với tư cách là Đệ nhất Phu nhân, bà Sia Koroma là người tiên phong trong việc thể chế hóa vai trò này nhằm thực hiện các sáng kiến phát triển, đặc biệt trong lĩnh vực chăm sóc sức khỏe phụ nữ và trẻ em. Bà là người sáng lập Dự án “Sáng kiến của Phụ nữ vì An toàn Sức khỏe” (Women’s Initiative for Safer Health - WISH), tập trung vào cải thiện sức khỏe sinh sản cho phụ nữ Sierra Leone.

## Thời niên thiếu và học vấn
Sia Koroma sinh ngày 19 tháng 3 năm 1958 tại Yengema, huyện Kono, tỉnh miền Đông của Sierra Leone. Bà là con gái của Danke Koroma, một giáo viên tiểu học, và Abu Aiah Koroma, một luật sư nổi tiếng, từng giữ chức Tổng chưởng lý và là ứng cử viên tổng thống trong cuộc bầu cử năm 1996. Bà thuộc nhóm dân tộc Kono.
Thời thơ ấu của bà gắn liền với nhiều lần chuyển trường do công việc của cha bà – người từng là Tổng giám đốc của Công ty Khai thác Kim cương Quốc gia (NDMC) trước khi bước vào chính trường. Ông từng giữ các chức vụ Bộ trưởng Bộ Tài nguyên, Bộ trưởng Bộ Chính trị và Nghị viện.
Sia Koroma theo học tại Trường trung học nữ sinh Annie Walsh Memorial School ở thủ đô Freetown và tốt nghiệp năm 1976 với tư cách là học sinh khối khoa học. Sau đó, bà tiếp tục theo học tại Fourah Bay College ở Freetown và King's College London, nơi bà lấy bằng Cử nhân Khoa học ngành điều dưỡng.
Bà cũng lấy bằng Thạc sĩ Khoa học về Hóa hữu cơ tại Đại học Luân Đôn, Anh.
Sau khi hoàn thành việc học, bà bắt đầu làm việc tại Nhà máy lọc dầu Sierra Leone, nơi bà giữ vị trí nhà hóa học trưởng. Nhiệm vụ của bà bao gồm kiểm soát chất lượng các sản phẩm dầu mỏ, quản lý nhân viên cấp dưới và đảm nhiệm các công việc quản lý cấp cao khác trong nhà máy.

## Đệ nhất phu nhân Sierra Leone
Sau chiến thắng của ông Ernest Bai Koroma trong cuộc tổng tuyển cử năm 2007, Sia Koroma – khi đó là một nhà khoa học và y tá có sự nghiệp độc lập – đảm nhận vai trò Đệ nhất Phu nhân. Việc này đánh dấu một bước ngoặt lớn trong cuộc đời bà, từ một người phụ nữ “bình thường” trở thành nhân vật đại diện quốc gia.
Trong vai trò mới, bà nhanh chóng định hình lại chức vụ Đệ nhất Phu nhân như một vị trí mang tính điều hành xã hội, thay vì chỉ là biểu tượng lễ nghi. Bà tập trung chủ yếu vào các vấn đề về sức khỏe sinh sản, quyền phụ nữ và chăm sóc trẻ em. Bà là người sáng lập dự án WISH – Women’s Initiative for Safer Health, một chương trình hướng đến việc cải thiện sức khỏe phụ nữ trên toàn quốc, với trọng tâm là hệ thống chăm sóc sinh sản, giáo dục sức khỏe và hỗ trợ cộng đồng.
Tháng 2 năm 2008, trong chuyến công du đến Vương quốc Anh, bà cùng Tổng thống tham dự một buổi lễ tạ ơn do cộng đồng Sierra Leone tại Anh tổ chức. Buổi lễ có sự tham gia của Cao ủy Sierra Leone, Phó Cao ủy cùng nhiều chức sắc tôn giáo và chính trị. Sự kiện cũng đánh dấu việc thừa nhận vai trò tích cực của bà trong việc hỗ trợ chính trị và đời sống cộng đồng tại quê nhà.
Dù xuất thân từ một trong những gia đình chính trị nổi bật nhất ở huyện Kono, bà luôn giữ thái độ khiêm tốn, chọn đứng phía sau hỗ trợ chiến lược cho sự nghiệp chính trị của chồng mà không tìm kiếm hào quang. Niềm tin Cơ đốc mạnh mẽ của bà cũng được thể hiện rõ ràng trong cách bà tiếp cận vai trò công chúng – lấy sự phục vụ cộng đồng làm nền tảng thay vì hình thức.

## Đời tư
Sia Koroma là mẹ của năm người con. Bà có hai con gái từ mối quan hệ trước và ba người con – Alice, Danke và Yunis – cùng với Tổng thống Ernest Bai Koroma.